# Theodor Mohme
Theodor (Torkel) Mohme, född den 1 januari 1795 i Kristiansand i Norge, död den 20 januari 1850 i Öxnevalla var en svensk konstnär. Han var son till färgar- och tryckarmästaren i Kristiansand Jörgen Henning Mohme och Edel Marie Sundbye.
Han kom som målargesäll att bosätta sig i Öxnevalla på 1830-talet, varifrån han sedan arbetade som målare.

## Arbeten
- Källsjö kyrka 1842
- Fagereds kyrka 1843
- Ullareds kyrka 1843
- Hajoms kyrka 1850